# Michael Maier (regatista)
Michael Maier (Roudnice nad Labem, Checoslovaquia, 7 de mayo de 1964) es un deportista checo que compitió en vela en la clase Finn. Ganó una medalla de plata en el Campeonato Europeo de Finn de 1998.

## Palmarés internacional
| \| Campeonato Europeo \| Campeonato Europeo \| Campeonato Europeo \| Campeonato Europeo \| \| Año \| Lugar \| Medalla \| Clase \| \| ------------------ \| -------------------- \| ------------------ \| ------------------ \| \| 1998 \| Vilamoura (Portugal) \| Medalla de plata \| Finn \| |                      |                  |       |
| Campeonato Europeo |                      |                  |       |
| Año | Lugar                | Medalla          | Clase |
| 1998 | Vilamoura (Portugal) | Medalla de plata | Finn  |